# ターボスター

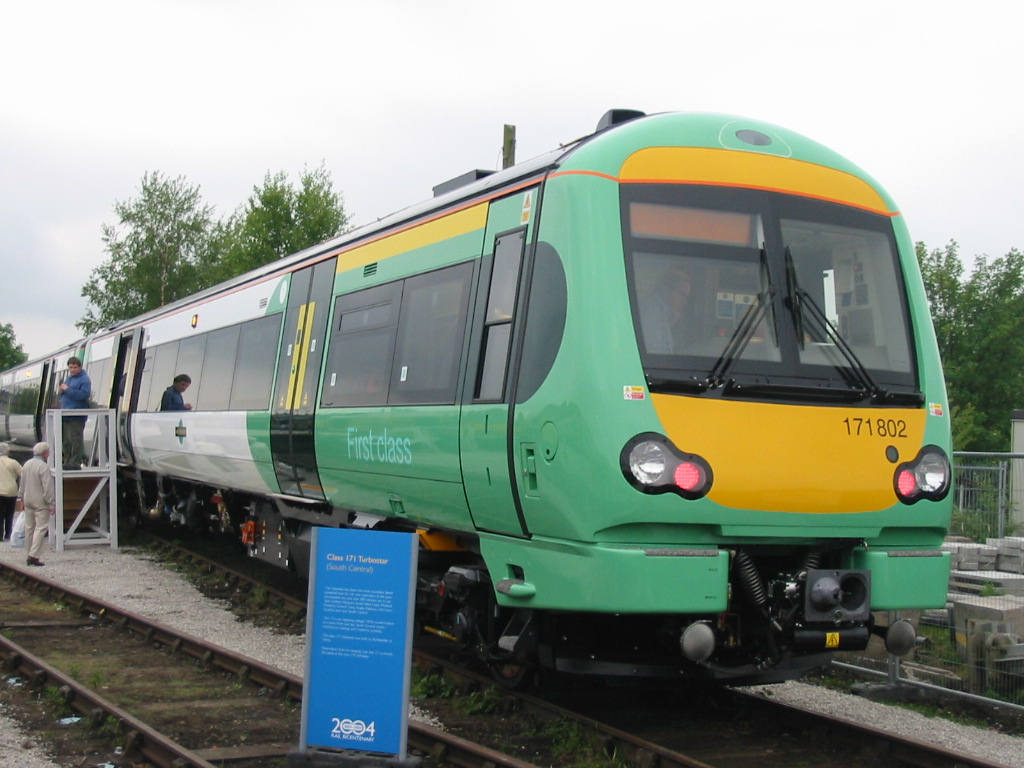
クラス 171 - 171802

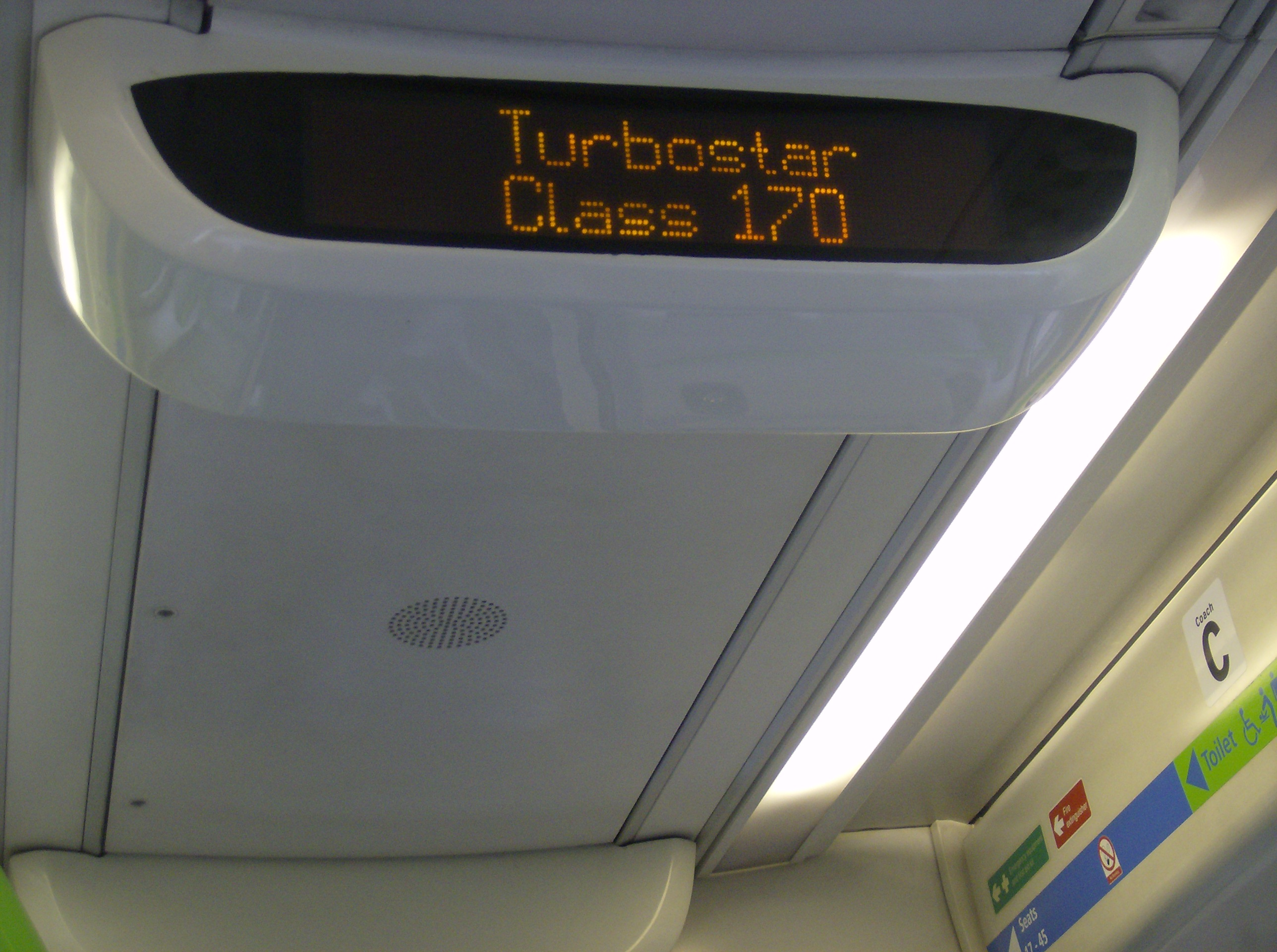
これらの車両には旧型の気動車とは異なりデジタル情報表示装置がある

ターボスター(Turbostar)はボンバルディア・トランスポーテーションが生産するディーゼル気動車のシリーズ名である。生産はイギリスのダービー工場で行われている。ターボスターはイギリス国鉄が民営化されてから導入された最初の車両形式であり、最も普及した気動車である。(電車型はエレクトロスターと言い、最も普及した電車である。)
最初の車両は1996年にチルターン・レイルウェイズがアドトランツ(ボンバルディアに合併される前の会社)に発注して168形(クラブマンとして知られる)として製造された。シリーズは拡大されて170形、171形、172形がある。

## バリエーション
| 形式                | 画像 | 運用会社 | 導入年 | 編成数 | 編成両数     | 貫通路                 |
| ------------------- | ---- | --- | ------ | ------ | ------------ | ---------------------- |
| 168形「クラブマン」 |      | チルターン・レイルウェイズ | 1998年 | 19     | 3両または4両 | 非貫通                 |
| 170形               |      | クロスカントリー アベリオ・スコットレール ウェスト・ミッドランズ・レールウェイ（ウェスト・ミッドランズ・トレインズ） グレーター・アングリア ノーザン | 1998年 | 122    | 2両または3両 | 非貫通                 |
| 171形               |      | サザン（ゴヴィア・テムズリンク・レールウェイ） | 2003年 | 16     | 2両または4両 | 非貫通                 |
| 172形               |      | チルターン・レイルウェイズ ウェスト・ミッドランズ・レールウェイ（ウェスト・ミッドランズ・トレインズ） ロンドン・オーバーグラウンド                   | 2010年 | 39     | 2両または3両 | 172/2形と172/3形に設置 |